# Fino
Fino is een bestuurslaag in het regentschap Noord-Nias van de provincie Noord-Sumatra, Indonesië. Fino telt 171 inwoners (volkstelling 2010).